# Pedro de Rentería
Pedro de Rentería (Rentería siglo XV - siglo XVI) fue un fraile dominico guipuzcoano del País Vasco (España) que acudió a América para su actividad misionera.
Junto con su amigo fray  Bartolomé de las Casas y el también dominico Antonio de Montesinos  fueron pioneros en la defensa  de los derechos de los indígenas en América.

## Biografía
Nació en Rentería de padre guipuzcoano y madre extremeña.
Fue educado en la religión  en Granada con el  primer Arzobispo  Fray Hernando de Talavera, de la Orden de San Jerónimo.
Tras la reconquista de Granada por los Reyes Católicos, había sido privilegiado testigo de la puesta en práctica por Fray Hernando de la política de conversión pacífica de los musulmanes que quedaban  en España.
En Granada conoció y entabló amistad con el también dominico Bartolomé de las Casas.
Ya en América  participó  en la expedición colonizadora de Diego Velázquez desde la isla La Española (actual Repúbica Dominicana) a Cuba en 1513.

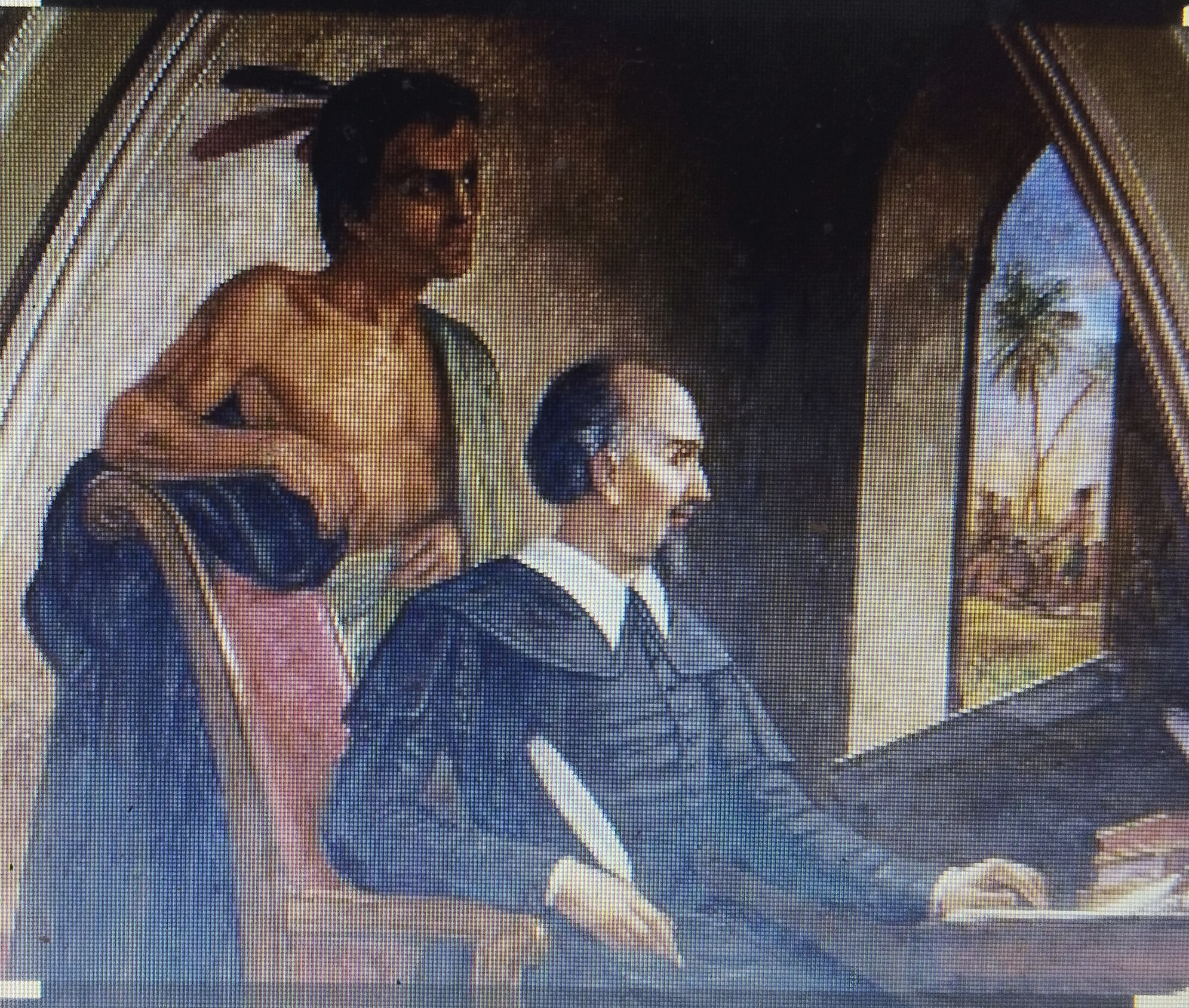
Bartolomé de las Casas

Posteriormente en 1514  viajó a Jamaica en busca de alimentos y semillas que en Cuba se necesitaban. En éste viaje tomó conciencia de la necesidad de defender los derechos de los indios.
A su vuelta a Cuba,  ambos frailes mostraron su disposición a poner los indios que tenían en encomienda en manos de Velázquez.
Pedro de Rentería tomó la decisión de trasladarse a Castilla para defender en la Corte la causa de los indios. Sabedor Rentería de que Las Casas tenía las mismas intenciones  le cedió el honor de trasladarse a la Península y Pedro de Rentería  quedó en América siguiendo su labor.
Los dominicos Pedro de Rentería,  Antonio de Montesinos y Bartolomé de las Casas fueron pioneros en la defensa de los derechos de los indígenas en la colonización de América.